# Eriocaulon
Eriocaulon är ett släkte av gräsväxter. Eriocaulon ingår i familjen Eriocaulaceae.

## Bildgalleri

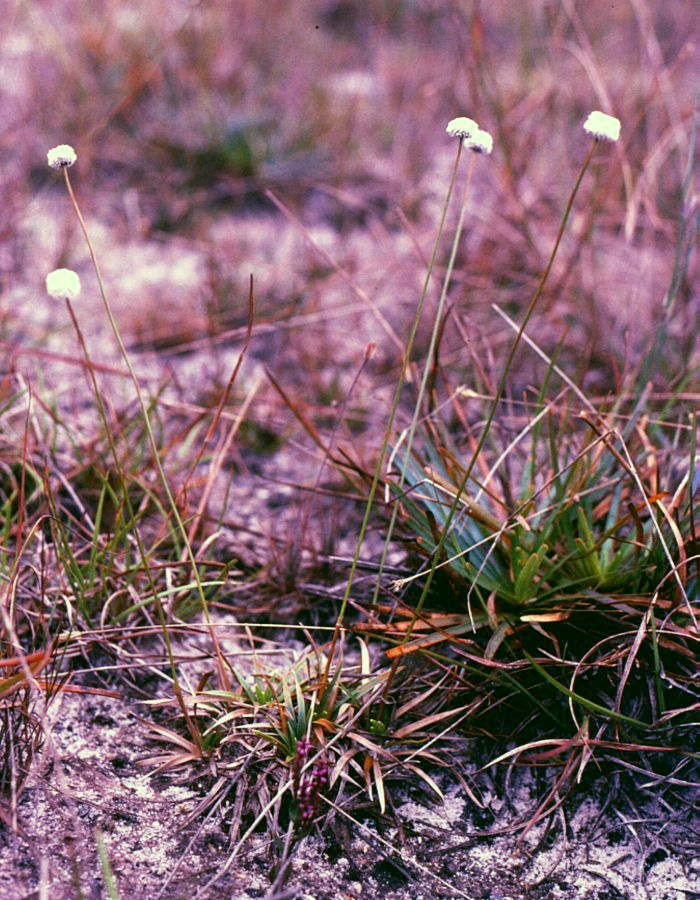
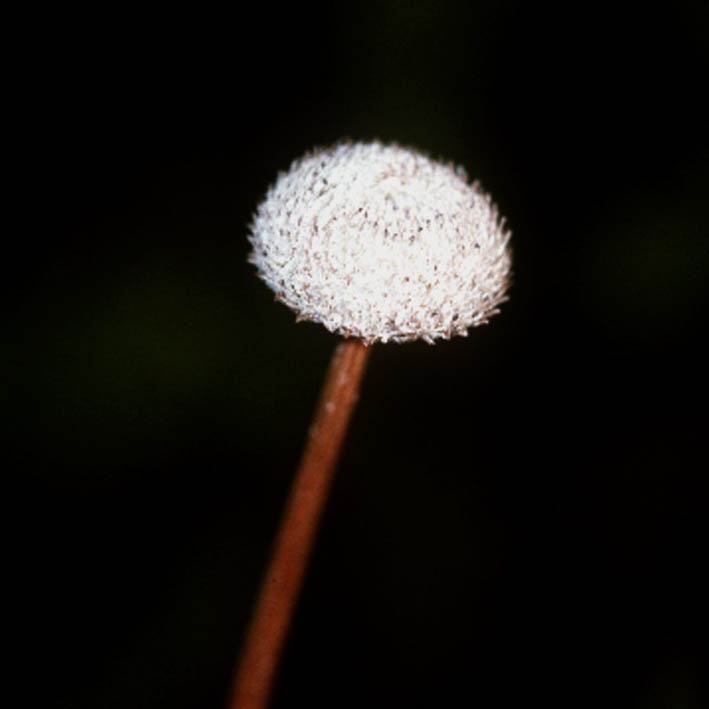
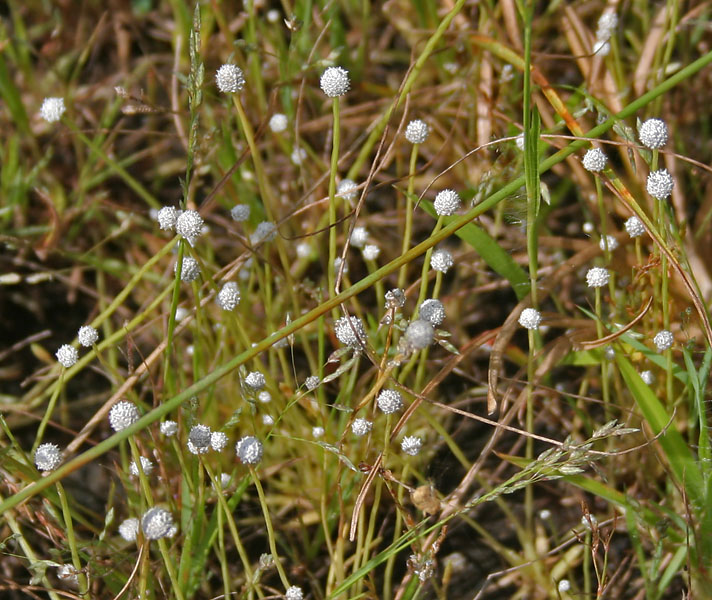
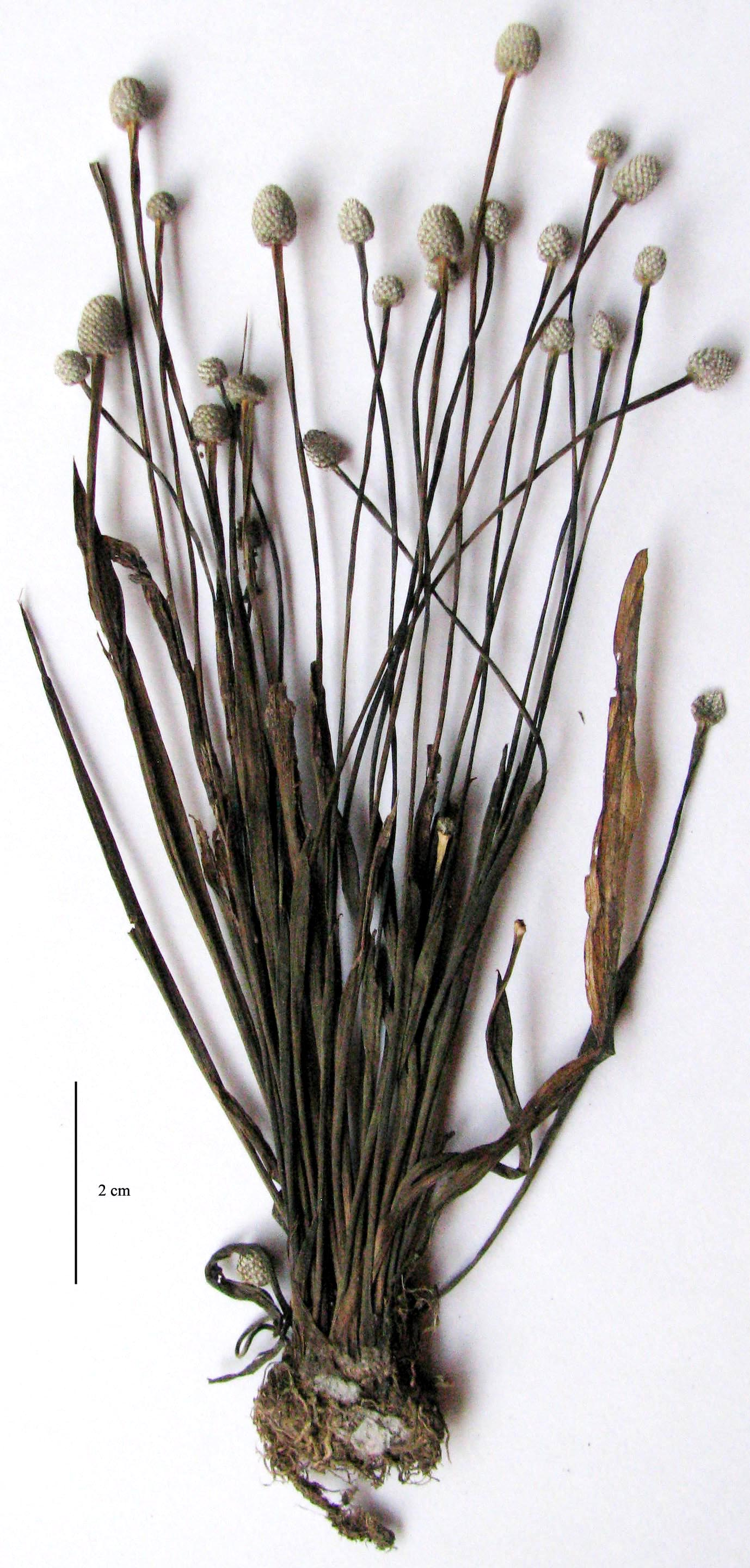
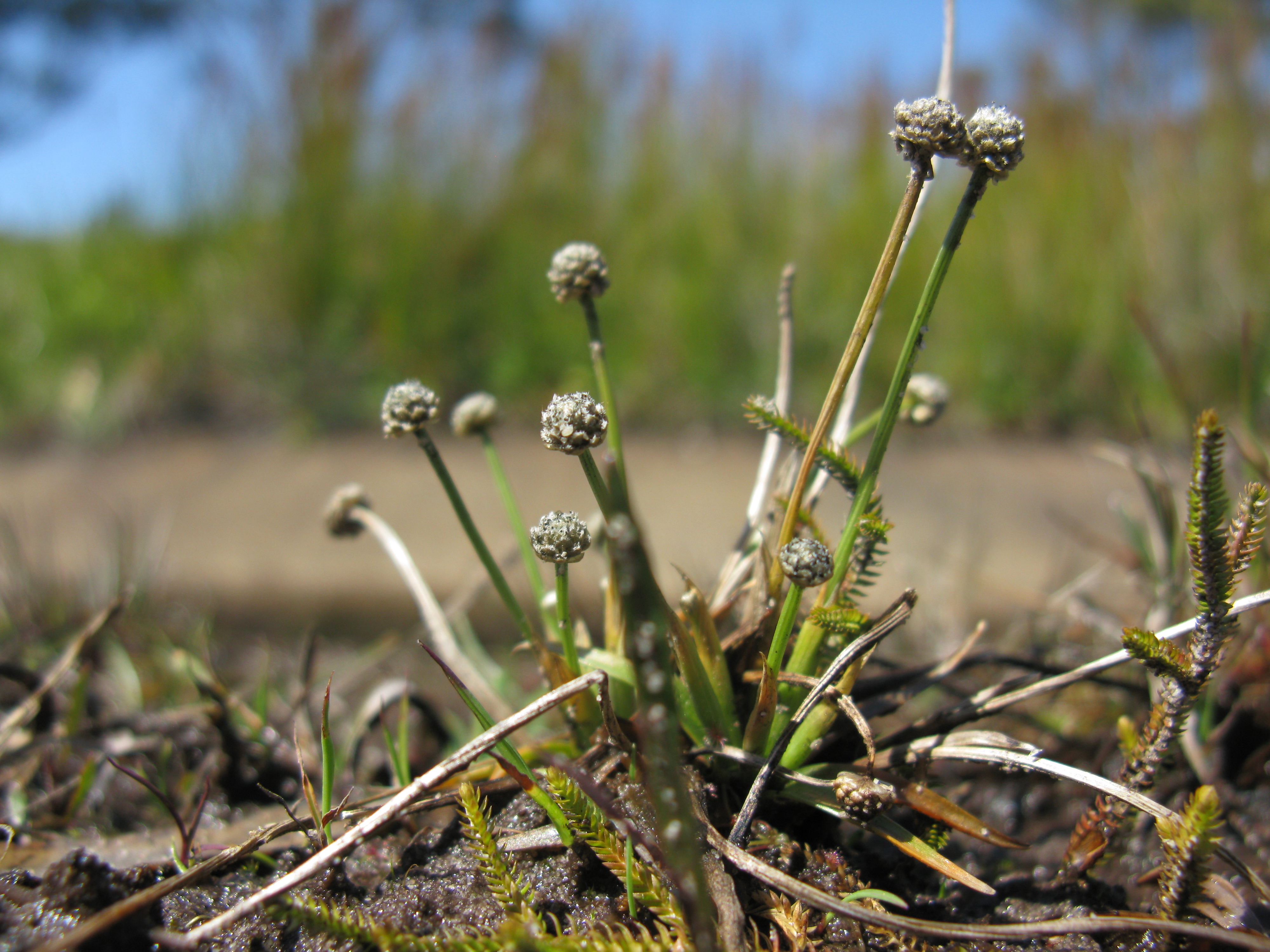
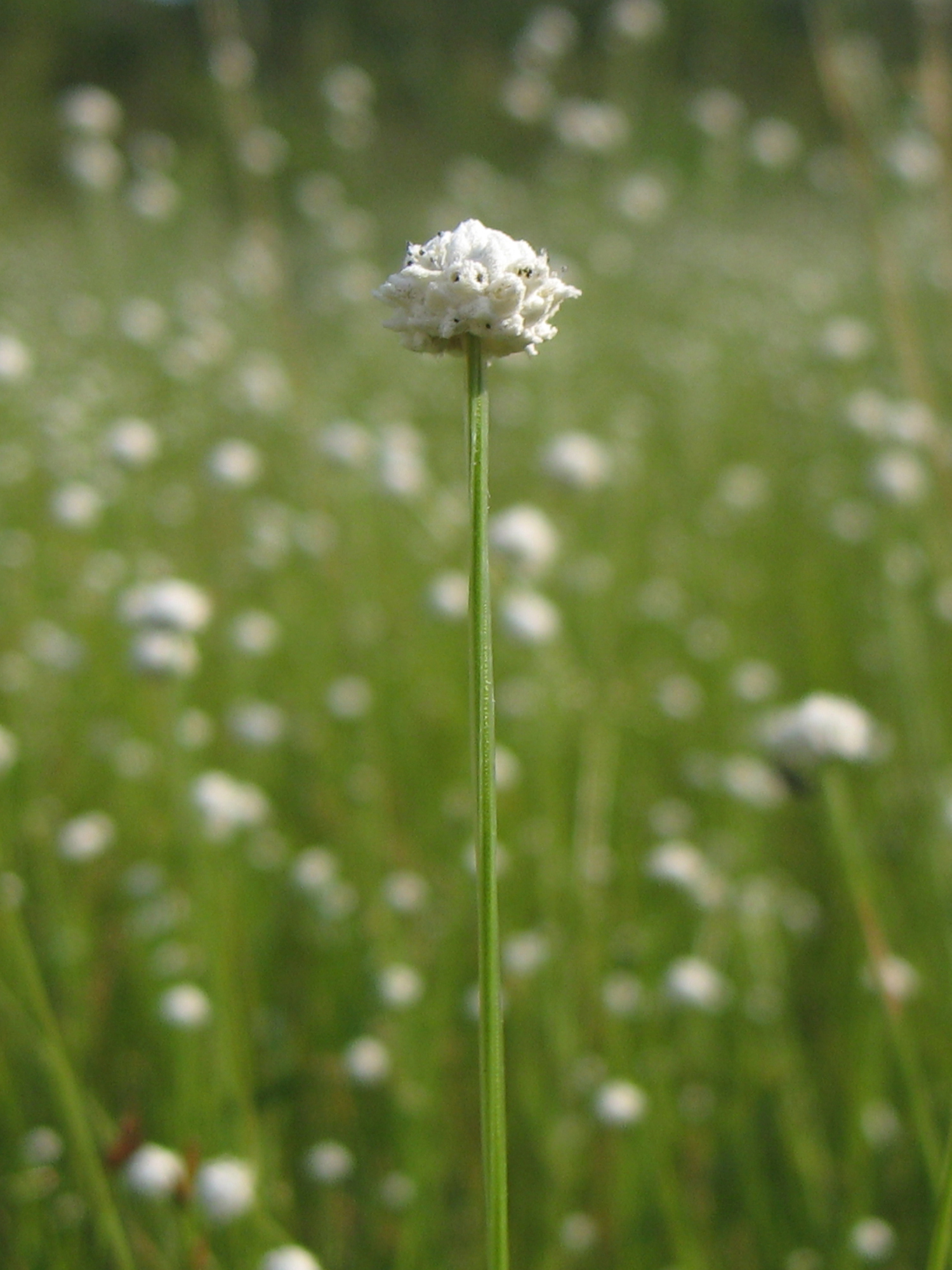

## Dottertaxa tillEriocaulon, i alfabetisk ordning[1]
- Eriocaulon abyssinicum
- Eriocaulon achiton
- Eriocaulon acutibracteatum
- Eriocaulon acutifolium
- Eriocaulon adamesii
- Eriocaulon aethiopicum
- Eriocaulon africanum
- Eriocaulon afzelianum
- Eriocaulon albocapitatum
- Eriocaulon alleizettei
- Eriocaulon aloifolium
- Eriocaulon alpestre
- Eriocaulon alpinum
- Eriocaulon altogibbosum
- Eriocaulon amanoanum
- Eriocaulon angustibracteum
- Eriocaulon angustifolium
- Eriocaulon annamense
- Eriocaulon ansarii
- Eriocaulon anshiense
- Eriocaulon apetalum
- Eriocaulon apiculatum
- Eriocaulon aquaticum
- Eriocaulon aquatile
- Eriocaulon arechavaletae
- Eriocaulon arenicola
- Eriocaulon arfakense
- Eriocaulon arupense
- Eriocaulon asteroides
- Eriocaulon athertonense
- Eriocaulon atratum
- Eriocaulon atroides
- Eriocaulon atrum
- Eriocaulon australasicum
- Eriocaulon australe
- Eriocaulon balakrishnanii
- Eriocaulon bamendae
- Eriocaulon baramaticum
- Eriocaulon barba-caprae
- Eriocaulon barbeyanum
- Eriocaulon bassacense
- Eriocaulon batholithicola
- Eriocaulon beauverdii
- Eriocaulon belgaumensis
- Eriocaulon benthamii
- Eriocaulon bhutanicum
- Eriocaulon bicolor
- Eriocaulon bilobatum
- Eriocaulon bolei
- Eriocaulon bongense
- Eriocaulon boni
- Eriocaulon brachypeplon
- Eriocaulon brevipedunculatum
- Eriocaulon breviscapum
- Eriocaulon bromelioideum
- Eriocaulon brownianum
- Eriocaulon brunonis
- Eriocaulon buchananii
- Eriocaulon buergerianum
- Eriocaulon burchellii
- Eriocaulon burttii
- Eriocaulon caaguazuense
- Eriocaulon cabralense
- Eriocaulon caesium
- Eriocaulon candidum
- Eriocaulon capitulatum
- Eriocaulon carajense
- Eriocaulon carpentariae
- Eriocaulon carsonii
- Eriocaulon catopsioides
- Eriocaulon celebicum
- Eriocaulon ceylanicum
- Eriocaulon cherrapunjianum
- Eriocaulon chinorossicum
- Eriocaulon chloanthe
- Eriocaulon cinereum
- Eriocaulon cipoense
- Eriocaulon clarksonii
- Eriocaulon coeruleum
- Eriocaulon collettii
- Eriocaulon compressum
- Eriocaulon comptonii
- Eriocaulon concretum
- Eriocaulon congolense
- Eriocaulon conicum
- Eriocaulon coniferum
- Eriocaulon cookei
- Eriocaulon crassiscapum
- Eriocaulon crassiusculum
- Eriocaulon cristatum
- Eriocaulon cubense
- Eriocaulon cuspidatum
- Eriocaulon dalzellii
- Eriocaulon damazianum
- Eriocaulon decangulare
- Eriocaulon decemflorum
- Eriocaulon deightonii
- Eriocaulon densum
- Eriocaulon denticulum
- Eriocaulon depauperatum
- Eriocaulon depressum
- Eriocaulon desulavii
- Eriocaulon devendranii
- Eriocaulon diaguissense
- Eriocaulon dictyophyllum
- Eriocaulon diloloense
- Eriocaulon dimorphoelytrum
- Eriocaulon dimorphopetalum
- Eriocaulon dipsacoides
- Eriocaulon disepalum
- Eriocaulon distichoides
- Eriocaulon dregei
- Eriocaulon duthiei
- Eriocaulon eberhardtii
- Eriocaulon echinaceum
- Eriocaulon echinospermoideum
- Eriocaulon echinospermum
- Eriocaulon echinulatum
- Eriocaulon edwardii
- Eriocaulon eglandulatum
- Eriocaulon ehrenbergianum
- Eriocaulon ekmannii
- Eriocaulon elegantulum
- Eriocaulon elenorae
- Eriocaulon elichrysoides
- Eriocaulon ensiforme
- Eriocaulon epapillosum
- Eriocaulon epedunculatum
- Eriocaulon ermeiense
- Eriocaulon escape
- Eriocaulon eurypeplon
- Eriocaulon exsertum
- Eriocaulon faberi
- Eriocaulon fenestratum
- Eriocaulon fergusonii
- Eriocaulon fistulosum
- Eriocaulon flumineum
- Eriocaulon fluviatile
- Eriocaulon fuliginosum
- Eriocaulon fulvum
- Eriocaulon fuscum
- Eriocaulon fysonii
- Eriocaulon gibbosum
- Eriocaulon giganticum
- Eriocaulon giluwense
- Eriocaulon glabripetalum
- Eriocaulon glandulosum
- Eriocaulon glaucum
- Eriocaulon glaziovii
- Eriocaulon gomphrenoides
- Eriocaulon graphitinum
- Eriocaulon gregatum
- Eriocaulon griseum
- Eriocaulon guadalajarense
- Eriocaulon guyanense
- Eriocaulon hamiltonianum
- Eriocaulon hayatanum
- Eriocaulon heleocharioides
- Eriocaulon henryanum
- Eriocaulon herzogii
- Eriocaulon hessii
- Eriocaulon heterochiton
- Eriocaulon heterodoxum
- Eriocaulon heterogynum
- Eriocaulon heterolepis
- Eriocaulon heteromallum
- Eriocaulon heteropeplon
- Eriocaulon hildebrandtii
- Eriocaulon homotepalum
- Eriocaulon hondoense
- Eriocaulon hookerianum
- Eriocaulon hooperae
- Eriocaulon huanchacanum
- Eriocaulon huianum
- Eriocaulon humboldtii
- Eriocaulon hydrophilum
- Eriocaulon inapertum
- Eriocaulon infaustum
- Eriocaulon infirmum
- Eriocaulon inundatum
- Eriocaulon inyangense
- Eriocaulon iringense
- Eriocaulon irregulare
- Eriocaulon jaliscanum
- Eriocaulon japonicum
- Eriocaulon jauense
- Eriocaulon johnstonii
- Eriocaulon jordanii
- Eriocaulon kainantense
- Eriocaulon kanarense
- Eriocaulon karnatakense
- Eriocaulon kathmanduense
- Eriocaulon kinabaluense
- Eriocaulon kinlochii
- Eriocaulon koernickei
- Eriocaulon koernickianum
- Eriocaulon kolhapurense
- Eriocaulon komarovii
- Eriocaulon konkanense
- Eriocaulon koynense
- Eriocaulon kradungense
- Eriocaulon kunmingense
- Eriocaulon kusiroense
- Eriocaulon lanatum
- Eriocaulon lanceolatum
- Eriocaulon laniceps
- Eriocaulon lanigerum
- Eriocaulon laosense
- Eriocaulon lasiolepis
- Eriocaulon latifolium
- Eriocaulon laxifolium
- Eriocaulon leianthum
- Eriocaulon lepidum
- Eriocaulon leptophyllum
- Eriocaulon leucogenes
- Eriocaulon leucomelas
- Eriocaulon liberisepalum
- Eriocaulon ligulatum
- Eriocaulon lineare
- Eriocaulon linearifolium
- Eriocaulon linearitepalum
- Eriocaulon lividum
- Eriocaulon longicuspe
- Eriocaulon longipedunculatum
- Eriocaulon longipetalum
- Eriocaulon longirostrum
- Eriocaulon lustratum
- Eriocaulon luzulifolium
- Eriocaulon macrobolax
- Eriocaulon maculatum
- Eriocaulon madagascariense
- Eriocaulon magnificum
- Eriocaulon magnum
- Eriocaulon maharashtrense
- Eriocaulon majusculum
- Eriocaulon mamfeense
- Eriocaulon mangshanense
- Eriocaulon mannii
- Eriocaulon margaretae
- Eriocaulon maronderanum
- Eriocaulon matopense
- Eriocaulon mbalensis
- Eriocaulon meeboldii
- Eriocaulon megapotamicum
- Eriocaulon meiklei
- Eriocaulon melanocephalum
- Eriocaulon melanolepis
- Eriocaulon mesanthemoides
- Eriocaulon mexicanum
- Eriocaulon microcephalum
- Eriocaulon milhoense
- Eriocaulon minimum
- Eriocaulon minusculum
- Eriocaulon minutissimum
- Eriocaulon minutum
- Eriocaulon miquelianum
- Eriocaulon miserrimum
- Eriocaulon miserum
- Eriocaulon misionum
- Eriocaulon mitophylum
- Eriocaulon modestum
- Eriocaulon modicum
- Eriocaulon mokalense
- Eriocaulon molinae
- Eriocaulon monococcon
- Eriocaulon monoscapum
- Eriocaulon montanum
- Eriocaulon mulanjeanum
- Eriocaulon mutatum
- Eriocaulon nadjae
- Eriocaulon nairii
- Eriocaulon nakayense
- Eriocaulon nanellum
- Eriocaulon nantoense
- Eriocaulon nanum
- Eriocaulon nautiliforme
- Eriocaulon neglectum
- Eriocaulon nematophyllum
- Eriocaulon neocaledonicum
- Eriocaulon nepalense
- Eriocaulon nigericum
- Eriocaulon nigriceps
- Eriocaulon nigrobracteatum
- Eriocaulon nigrocapitatum
- Eriocaulon nigrum
- Eriocaulon novoguineense
- Eriocaulon nudicuspe
- Eriocaulon obclavatum
- Eriocaulon obtriangulare
- Eriocaulon obtusum
- Eriocaulon odashimai
- Eriocaulon odontospermum
- Eriocaulon odoratum
- Eriocaulon officinale
- Eriocaulon omuranum
- Eriocaulon oreadum
- Eriocaulon oryzetorum
- Eriocaulon ovoideum
- Eriocaulon ozense
- Eriocaulon pachystroma
- Eriocaulon palghatense
- Eriocaulon pallescens
- Eriocaulon pallidum
- Eriocaulon palmeri
- Eriocaulon paludicola
- Eriocaulon palustre
- Eriocaulon panagudianum
- Eriocaulon panamense
- Eriocaulon pancheri
- Eriocaulon papillosum
- Eriocaulon papuanum
- Eriocaulon paradoxum
- Eriocaulon paraguayense
- Eriocaulon parkeri
- Eriocaulon parvicapitulatum
- Eriocaulon parviflorum
- Eriocaulon parvitepalum
- Eriocaulon parvulum
- Eriocaulon parvum
- Eriocaulon patericola
- Eriocaulon pectinatum
- Eriocaulon peninsulare
- Eriocaulon perplexum
- Eriocaulon peruvianum
- Eriocaulon philippo-coburgii
- Eriocaulon pictum
- Eriocaulon pilgeri
- Eriocaulon piliflorum
- Eriocaulon pilosissimum
- Eriocaulon pioraense
- Eriocaulon plumale
- Eriocaulon plumbeum
- Eriocaulon polhillii
- Eriocaulon poluense
- Eriocaulon pringlei
- Eriocaulon psammophilum
- Eriocaulon pseudocompressum
- Eriocaulon pseudoescape
- Eriocaulon pseudonepalense
- Eriocaulon pseudoquinquangulare
- Eriocaulon pseudotruncatum
- Eriocaulon pubigerum
- Eriocaulon pulchellum
- Eriocaulon pulvinatum
- Eriocaulon pumilio
- Eriocaulon pusillum
- Eriocaulon pygmaeum
- Eriocaulon quinquangulare
- Eriocaulon raipurense
- Eriocaulon rajendrababui
- Eriocaulon ramnadense
- Eriocaulon ramocaulon
- Eriocaulon ratnagiricum
- Eriocaulon ravenelii
- Eriocaulon recurvibracteum
- Eriocaulon regnellii
- Eriocaulon reitzii
- Eriocaulon remotum
- Eriocaulon richardianum
- Eriocaulon ritchieanum
- Eriocaulon robustobrownianum
- Eriocaulon robustum
- Eriocaulon rockianum
- Eriocaulon rosenii
- Eriocaulon roseum
- Eriocaulon rosulatum
- Eriocaulon rouxianum
- Eriocaulon rubescens
- Eriocaulon saccatum
- Eriocaulon sachalinense
- Eriocaulon sahyadricum
- Eriocaulon santapaui
- Eriocaulon satakeanum
- Eriocaulon scariosum
- Eriocaulon schiedeanum
- Eriocaulon schimperi
- Eriocaulon schippii
- Eriocaulon schischkinii
- Eriocaulon schlechteri
- Eriocaulon schochianum
- Eriocaulon schultzii
- Eriocaulon sclerocephalum
- Eriocaulon sclerophyllum
- Eriocaulon scorpionensis
- Eriocaulon scullionii
- Eriocaulon sedgwickii
- Eriocaulon seemannii
- Eriocaulon sekimotoi
- Eriocaulon sellowianum
- Eriocaulon selousii
- Eriocaulon senegalense
- Eriocaulon sessile
- Eriocaulon setaceum
- Eriocaulon sexangulare
- Eriocaulon sharmae
- Eriocaulon siamense
- Eriocaulon sigmoideum
- Eriocaulon silicicola
- Eriocaulon silveirae
- Eriocaulon similischimperi
- Eriocaulon similitepalum
- Eriocaulon sinealaeum
- Eriocaulon singulare
- Eriocaulon sivarajanii
- Eriocaulon smitinandii
- Eriocaulon sollyanum
- Eriocaulon sonderianum
- Eriocaulon soucherei
- Eriocaulon sparganioides
- Eriocaulon spectabile
- Eriocaulon sphagnicola
- Eriocaulon spongiola
- Eriocaulon spongiosifolium
- Eriocaulon spruceanum
- Eriocaulon staintonii
- Eriocaulon steinbachii
- Eriocaulon stellulatum
- Eriocaulon stenophyllum
- Eriocaulon steyermarkii
- Eriocaulon stipantepalum
- Eriocaulon striatum
- Eriocaulon strictum
- Eriocaulon subglaucum
- Eriocaulon submersum
- Eriocaulon sumatranum
- Eriocaulon taeniophyllum
- Eriocaulon taishanense
- Eriocaulon takae
- Eriocaulon talbotii
- Eriocaulon tanakae
- Eriocaulon tenuifolium
- Eriocaulon tenuissimum
- Eriocaulon tepicanum
- Eriocaulon teusczii
- Eriocaulon texense
- Eriocaulon thailandicum
- Eriocaulon thouarsii
- Eriocaulon thwaitesii
- Eriocaulon thysanocephalum
- Eriocaulon togoense
- Eriocaulon tonkinense
- Eriocaulon tortuosum
- Eriocaulon transvaalicum
- Eriocaulon tricornum
- Eriocaulon trilobatum
- Eriocaulon trisectoides
- Eriocaulon truncatum
- Eriocaulon tuberiferum
- Eriocaulon tubiflorum
- Eriocaulon tutidae
- Eriocaulon tuyamae
- Eriocaulon ubonense
- Eriocaulon ulaei
- Eriocaulon ussuriense
- Eriocaulon walkeri
- Eriocaulon varium
- Eriocaulon vasudevanii
- Eriocaulon vaupesense
- Eriocaulon wayanadense
- Eriocaulon welwitschii
- Eriocaulon wightianum
- Eriocaulon wildii
- Eriocaulon willdenovianum
- Eriocaulon williamsii
- Eriocaulon volkensii
- Eriocaulon woodsonianum
- Eriocaulon xenopodion
- Eriocaulon xeranthemum
- Eriocaulon yoshinoi
- Eriocaulon zambesiense
- Eriocaulon zollingerianoides
- Eriocaulon zollingerianum
- Eriocaulon zyotanii